# Fotbal Club Arieșul Turda
Il Sticla Arieșul Turda è il principale club calcistico di Turda, nel distretto di Cluj.

## Storia
Il club è stato fondato nel 1907.
Nella stagione 1960-1961, Arieșul Turda ha vinto la Coppa di Romania contro il Rapid Bucarest e questo è l'unico grande successo del club sino ad oggi.

## Nomi precedenti
- Muncitorul Turda (1922-1950)
- Flamura Turda (1950-1957)
- Ariesul Turda (1957-1975)
- Sticla Ariesul Turda (1975-1999)
- Ariesul Turda (1999-2012)
- FCM Turda (2012-2013)
- Ariesul Turda (2013-2015)
- Sticla Ariesul Turda (2016-oggi)

## Stadio
Il club gioca gli incontri casalinghi nello Stadionul Municipal, impianto con 10.000 posti inaugurato nel 1975

## Palmarès

### Competizioni nazionali
- Coppa di Romania: 1

1960-1961
- Liga III: 1

2006-2007
- Liga IV: 1

2017-2018

### Altri piazzamenti
- Coppa di Romania:

Semifinalista: 1980-1981